# Moncel-lès-Lunéville
Moncel-lès-Lunéville település Franciaországban, Meurthe-et-Moselle megyében. Lakosainak száma 612 fő (2022. január 1.). Moncel-lès-Lunéville Croismare, Fraimbois, Hériménil, Laronxe, Lunéville, Marainviller, Saint-Clément és Thiébauménil községekkel határos.

## Népesség
A település népességének változása:
| Lakosok száma | 367  | 402  | 364  | 450  | 611  | 634  | 626  | 618  | 611  | 612  |
|               | 1968 | 1982 | 1990 | 2006 | 2013 | 2015 | 2017 | 2019 | 2020 | 2022 |